# Lachaise
Lachaise é uma comuna francesa na região administrativa da Nova Aquitânia, no departamento de Charente. Estende-se por uma área de 9,43 km². Em 2010 a comuna tinha 314 habitantes (densidade: 33,3 hab./km²).